# Mojang Studios

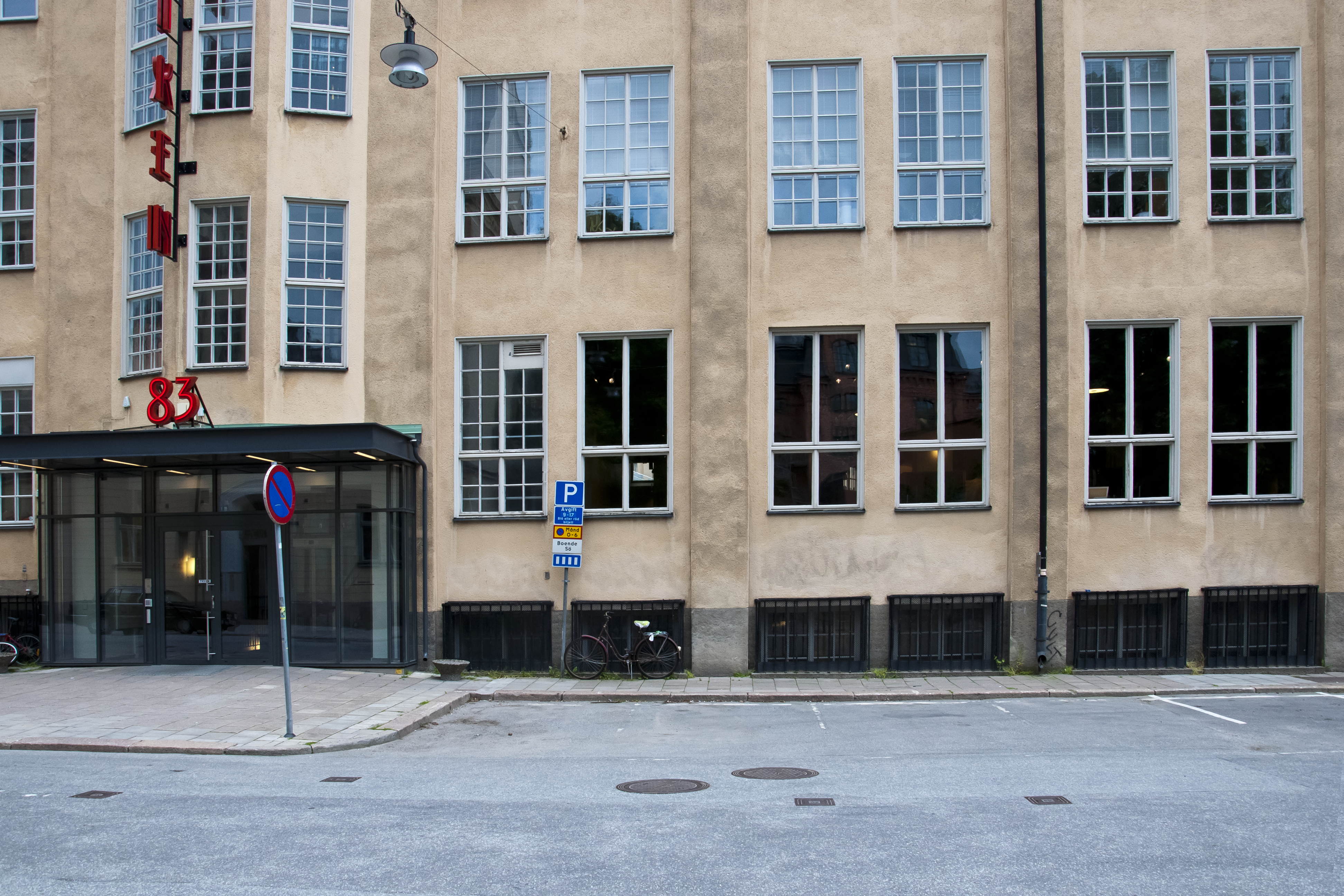
Văn phòng Mojang AB tại Maria Skolgata 83, nb

Mojang Studios (mojäng [mʊˈjɛŋː] tiếng Thụy Điển nghĩa là tiện ích), là một công ty phát triển game độc lập của Thụy Điển và là một studio của Xbox Game Studios ở Stockholm, Thụy Điển. Studio này được Markus Persson thành lập tháng 5 năm 2009 dưới cái tên Mojang Specifications, lấy tên của công ty tiền nhiệm mà ông đã rời đi 2 năm trước đó. Mojang bắt đầu phát triển game sandbox nổi tiếng Minecraft năm 2009, một trò chơi thế giới mở tự do tạo dựng và cũng là trò chơi bán chạy nhất mọi thời đại. Persson đã đổi tên công ty thành Mojang AB vào năm 2010 với Jakob Porsér và Carl Manneh. Với mong muốn phát triển, Persson đã bán cổ phần của Mojang và được Microsoft mua lại hoàn toàn qua Xbox Game Studios (sau đó đổi tên thành Microsoft Studios) vào tháng 11 năm 2014. Vào tháng 5 năm 2020, hãng đổi thương hiệu thành Mojang Studios.
Tính đến năm 2016, công ty có 70 người ở trụ sở Stockholm, tính cả CEO Jonas Mårtensson và COO Vu Bui. Ngoài Minecraft, Mojang Studios còn phát triển game spin-off Minecraft Earth và Minecraft Dungeons, bên cạnh Caller's Bane, một game thẻ kỹ thuật số và Crown and Council, một game chiến thuật chơi theo lượt.

## Lịch sử

### Tên người tiền nhiệm (2003-2007)
Các nhà thiết kế trò chơi video Thụy Điển Rolf Jansson và Markus Persson, còn được biết đến với tên Notch, bắt đầu phát triển trên Wurm Online, một trò chơi nhập vai trực tuyến nhiều người chơi, vào năm 2003.[4] Khi trò chơi bắt đầu có lãi vào năm 2007, Jansson và Persson kết hợp kinh doanh của họ như Mojang Thông số kỹ thuật AB.[5] Tuy nhiên, Persson đã rời khỏi dự án cùng năm đó và muốn sử dụng lại tên công ty, do đó, Jansson đổi tên công ty Onetoofree AB, và sau đó là Code Club AB.[4] [5]
Minecraft và đội hình (2009-2010)
Năm 2009, Persson bắt đầu làm việc trên một bản sao của Infiniminer, một trò chơi được phát triển bởi Zachtronics và phát hành vào đầu năm đó.[6] Persson đã sử dụng các tài sản và các phần của mã động cơ mà ông đã tạo cho một dự án trước đó, RubyDung và trình bày các nguyên mẫu đầu tiên của trò chơi thông qua các video được tải lên YouTube, bắt đầu từ tháng 5 năm đó.[6] Phiên bản alpha đầu tiên của trò chơi, hiện có tên Minecraft, được phát hành vào ngày 17 tháng 5 năm 2009, sau đó là đơn đặt hàng trước cho bản phát hành đầy đủ được chấp nhận từ ngày 13 tháng 6 năm 2009, với việc Persson sử dụng tên "Thông số Mojang" cho trò chơi giải phóng.[6] [7] Tất cả doanh số bán hàng chạy trực tiếp qua trang web của Minecraft, do đó, Persson không phải chia thu nhập với bên thứ ba.[8] Trong vòng chưa đầy một tháng, Minecraft đã tạo ra đủ doanh thu để Persson dành thời gian nghỉ việc để dành nhiều thời gian hơn cho việc phát triển Minecraft và đến tháng 5 năm 2010, anh đã có thể từ bỏ công việc hàng ngày.[6]
Vào tháng 9 năm 2010, Persson đã đi đến Bellevue, Washington, đến văn phòng của công ty trò chơi điện tử Valve, để uống một tách cà phê.[9] Tại các văn phòng, Persson tham gia một bài tập lập trình và gặp Gabe Newell, trước khi được mời làm việc tại công ty.[9] Anh từ chối lời đề nghị, thay vào đó gọi Jakob là "JahKob" Porsér, người mà Persson đã biết trong năm năm qua Skype để hỏi liệu anh ta có muốn giúp anh ta thành lập một doanh nghiệp từ Mojang Thông số kỹ thuật không, mà Porsér trả lời rằng anh ta sẽ trả lời nghỉ việc vào ngày hôm sau.[6] [10] Sau đó, Persson và Porsér kết hợp Thông số kỹ thuật Mojang với tên Mojang AB.[6]Vì cả hai đều muốn tập trung vào phát triển trò chơi hơn là kinh doanh, Mojang đã thuê Carl Manneh, người quản lý của jAlbum, chủ nhân trước đây của Persson, làm giám đốc điều hành.[6] [10] Những người được thuê đáng kể khác bao gồm Daniel "Kappische" Kaplan là nhà phát triển kinh doanh, Markus Pesson
Toivonen làm giám đốc nghệ thuật và Jens "Jeb" Bergensten làm lập trình viên chính.[6] [10]

### Tiếp tục tăng trưởng (2011, 2015-2013)
Vào ngày 12 tháng 1 năm 2011, Minecraft đã đạt được một triệu tài khoản đã đăng ký, một con số đã tăng lên mười triệu trong vòng sáu tháng tới. Thành công liên tục khiến Mojang bắt đầu phát triển phiên bản Minecraft mới cho thiết bị di động. Do không tương thích với khung Java của Minecraft trên thiết bị di động, thay vào đó, phiên bản mới đã được lập trình trong C++.Một phiên bản khác, ban đầu được phát triển cho Xbox 360, được gia công cho nhà phát triển 4J Studios có trụ sở tại Scotland và cũng được tạo bằng C++. Vào tháng 3 năm 2011, Mojang đã công bố Scrolls, một trò chơi thẻ sưu tập kỹ thuật số.Việc Mojang cố gắng thương hiệu hóa tên trò chơi đã dẫn đến một vụ kiện với ZeniMax Media, người sở hữu nhãn hiệu cho sê-ri The Elder Scrolls, về sự giống nhau của hai tựa game.Vào tháng 8, Mojang đã thuê nghệ sĩ Henrik Pettersson.Minecraft cuối cùng đã được phát hành bản beta vào tháng 11 năm 2011, với thông báo diễn ra trên sân khấu tại MineCon, sự kiện hội nghị dành riêng cho trò chơi.
Năm 2011, Sean Parker, người đồng sáng lập Napster và cựu chủ tịch của Facebook, đã đề nghị đầu tư vào Mojang, nhưng đã bị từ chối. Mojang loại trừ việc bị bán hoặc trở thành một công ty đại chúng để duy trì sự độc lập, được cho là đã đóng góp rất nhiều cho thành công của Minecraft. Đến tháng 3 năm 2012, Minecraft đã bán năm triệu bản, lên tới 80 triệu USD doanh thu. Vào tháng 11, công ty có 25 nhân viên. Tổng cộng, Mojang kiếm được 237,7 triệu đô la về doanh thu năm 2012. Năm 2013, Mojang đã phát hành phiên bản Minecraft tập trung vào giáo dục cho các thiết bị Raspberry Pi và sau khi điều khoản độc quyền được Microsoft chấp nhận về sự sẵn có của phiên bản console của trò chơi trên các nền tảng của Microsoft đã hết hạn, đã công bố phiên bản trò chơi cho PlayStation 3, PlayStation 4 và PlayStation Vita. Vào tháng 10 năm 2013, anh trai sinh đôi của Manneh, Jonas Mårtensson, trước đây thuộc công ty trò chơi đánh bạc Betsson, được thuê làm phó chủ tịch của Mojang. Trong năm 2013, Mojang ghi nhận tổng doanh thu là 330 triệu đô la, bao gồm lợi nhuận 129 triệu đô la.

### Bán cho Microsoft (2014- hiện tại)
Vào năm 2014, Persson mong muốn không còn phải chịu áp lực là chủ sở hữu của Minecraft; trong một tweet được xuất bản vào tháng 6, anh ấy hỏi liệu có ai sẵn sàng mua cổ phần của anh ấy ở Mojang để "tiếp tục cuộc sống của tôi không".[6] Một số bên bày tỏ quan tâm đến việc mua công ty, bao gồm cả Activision Blizzard và Electronic Arts, nhưng Mojang đã chọn Microsoft là kết quả của mối quan hệ đối tác trước đây của hai công ty.[6] Satya Nadella, giám đốc điều hành của Microsoft cũng tuyên bố rằng HoloLens là một lý do chính khiến Microsoft mua lại Mojang.[17] Microsoft thông báo rằng họ đang mua Mojang cho 2,5  tỷ đô la vào ngày 15 tháng 9 năm 2014.[18] Thỏa thuận đã kết thúc vào ngày 15 tháng 11, với Mojang gia nhập nhãn hiệu Microsoft Studios.[6] [19] Persson, Porsér và Manneh rời Mojang cùng với việc mua lại, trong đó Manneh đã được Mårtensson kế nhiệm.[6] [20] Mỗi nhân viên ở lại công ty trong sáu tháng sau khi bán được tặng một phần thưởng trị giá khoảng 300.000 đô la sau thuế.[21]
Scrolls đã được phát hành bản beta vào ngày 11 tháng 12 năm 2014.[22] Việc phát triển nội dung Scrolls bổ sung đã ngừng vào năm 2015.[23] Vào ngày 22 tháng 4 năm 2016, Mojang đã phát hành Crown and Council, một trò chơi hoàn toàn do Pettersson phát triển, miễn phí cho Microsoft Windows.[24] Một bản cập nhật vào tháng 1 năm 2017 đã giới thiệu các phiên bản Linux và macOS của trò chơi.[25] Vào tháng 2 năm 2018, Mojang đã ngừng hỗ trợ cho các dịch vụ trực tuyến của Scrolls.[23] Vào tháng 6 năm 2018, trò chơi đã được phát hành lại dưới dạng trò chơi miễn phí dưới tên Caller's Bane, thêm hỗ trợ cho các máy chủ do người chơi điều hành.[26] Vào tháng 9 năm 2018, Mojang đã công bố Minecraft Dungeons, một dạng spin-off kiểu hầm ngục của Minecraft sẽ được phát hành cho Microsoft Windows vào năm 2020.[27] [28] Vào tháng 5 năm 2019, Mojang đã công bố phát hành Minecraft Classic, phiên bản gốc dựa trên trình duyệt của Minecraft từ năm 2009, có sẵn để chơi miễn phí, cũng như Minecraft Earth, một thực tế gia tăng trong mạch của Pokémon Go.[29] [7] Đến thời điểm này, Minecraft đã bán được 147 triệu bản, khiến nó trở thành trò chơi video bán chạy nhất mọi thời đại.[30]

### Trò chơi điện tử
| Tiêu đề               | Năm  | Thể loại                 | Nền tảng | Ghi chú                                                                                                 |
| --------------------- | ---- | ------------------------ | --- | --- |
| Minecraft             | 2009 | Thế giới mở              | Java (công nghệ), Java applet, Microsoft Windows, MacOS, Linux, Android, IOS, Amazon Fire TV, Apple TV, Samsung Gear VR, Windows Phone, Xbox 360, Xbox One, PlayStation 3, PlayStation 4, PlayStation Vita, Raspberry Pi, Wii U, Nintendo Switch, New Nintendo 3DS, New Nintendo 2DS XL, Windows 10, Nintendo Switch | Minecraft là trò chơi đầu tiên của Mojang. Phiên bản đầu tiên của trò chơi được phát hành vào năm 2009. |
| Scrolls               | 2014 | Trò chơi thẻ kĩ thuật số | Windows, macOS, Android, iOS | |
| Minecraft: Story Mode | 2015 | Action-adventure         | Windows, macOS, Android, iOS, PlayStation 3, PlayStation 4, Xbox 360, Xbox One, Wii U, Nintendo Switch | Được phát triển cùng Telltale Games.                                                                    |
| Cobalt                | 2016 | Hành động sidescroller   | Windows, Xbox 360, Xbox One | Tiêu đề được xuất bản của bên thứ ba đầu tiên, được phát triển cùng với Oxeye Game Studio.              |
| Cobalt WASD           | 2017 | Hành động                | Windows | Được phát triển với sự cộng tác của Oxeye Game Studio.                                                  |

### Dự án nhỏ hơn
| Tiêu đề                 | Năm                            | Thể loại             |
| ----------------------- | ------------------------------ | -------------------- |
| Catacomb Snatch         | 2012 (cho Mojam)               | Shoot 'em up         |
| Endless Nuclear Kittens | 2013 (cho Mojam 2)             | Hành động            |
| Nuclear Pizza War       | 2013 (cho Mojam 2)             | Phòng thủ tháp       |
| Battle Frogs            | 2013 (cho Mojam 2)             | Side scroller        |
| Docktor                 | 2014 (cho Games Against Ebola) |                      |
| Healthcore Evolved      | 2014 (cho Games Against Ebola) |                      |
| Snake Oil Stanley       | 2014 (cho Games Against Ebola) |                      |
| Crown and Council       | 2016                           | Chiến lược theo lượt |

Mojang bắt đầu truyền thống phát triển các dự án nhỏ hơn cho Humble Bundle Mojam với một Trò chơi chiến lược shoot 'em up với steampunk và chủ đề Ai Cập cổ đại có tên Catacomb Snatch. Đã bán được 81,575 bundle, kiếm được US$458,248.99, trong đó tất cả số tiền thu được trao cho bốn tổ chức từ thiện và phi lợi nhuận, gồm charity: water, Child's Play, Electronic Frontier Foundation, và American Red Cross. Cả hai thể loại và chủ đề được chọn bởi một cuộc khảo sát trên trang web của Mojang (sự kết hợp của các bình chọn cao nhất và thấp nhất của mỗi người). Năm sau, ba mini-game được phát triển đồng thời cho Humble Bundle Mojang 2.

### Trò chơi chưa được phát hành
Cho đến tháng 7 năm 2012, Mojang đã cùng phát triển một trò chơi video có tên mã là Rex Kwon Do cùng với một nhà phát triển không được tiết lộ. Trước khi danh hiệu đã đạt đến một giai đoạn phát triển quan trọng, Mojang đã hủy bỏ sự hợp tác, do họ thiếu sự tham gia và ảnh hưởng đến dự án.
Vào tháng 3 năm 2012, Persson tiết lộ rằng ông sẽ thiết kế một trò chơi thế giới mở ngoài không gian. Mặc dù Mojang đã trêu đùa với một trang web Cá tháng Tư dựa trên Mars Effect (trích dẫn vụ kiện Bethesda), nhưng họ lại xác nhận rằng trò chơi thực sự đang được phát triển, mặc dù với một cái tên khác. Vào ngày 4 tháng 4, Mojang tiết lộ tựa game 0x10c, được đặt trong năm 281,474,976,712,644 TCN trên một vũ trụ song song khác. Vào tháng 4 năm 2013, Persson đã thông báo rằng trò chơi đã bị hoãn, do một khối sáng tạo. Vào tháng 8 năm đó, ông tuyên bố rằng trò chơi đã bị trì hoãn vô thời hạn, với sự khích lệ rằng các thành viên Mojang khác có thể tiếp tục sản xuất nếu họ muốn.